# 军人子女教育局
軍人子女教育局（英語：Service Children's Education）是英國政府的一個組織，負責英國武裝部隊的家庭和在英國境外服役的國防部人員之子女的教育。軍人子女教育局提供從基礎階段到六年級的學校和教育支持服務。軍人子女教育局的總部位於威爾特郡。
軍人子女教育局以前是英國國防部的一個行政機構，但隨著駐外服務人員的減少，這一地位於2013年3月31日被取消。然而，它仍然作為國防部兒童和青少年局的一部分以軍人子女教育局的名義運營。

## 歷史
20世紀80年代，英國家庭教育服務中心更名為服務兒童學校。1997年，它更名為兒童教育服務中心。儘管名稱和行政管理發生了各種變化，但它仍然延續了其使命：為英國武裝部隊人員的子女提供教育。

## 管理
軍人子女教育局總部位於威爾特郡，自2012年8月起，業務支持辦公室與兒童教育和諮詢服務辦公室設在同一地點。
此外，軍人子女教育局在德國比勒費爾德和塞浦勒斯設有辦事處。

## 課程
軍人子女教育局的學校遵循英國國家課程，進行公開考試，並接受英國教育標準局的檢查。教師擁有英國認可的專業資格，大部分是通過公務員制度專門從英國招聘的。